# Smith & Wesson серія 1000
Smith & Wesson серія 1000 самозарядні дробовики, які пропонувала компанія Smith & Wesson у період з 2007 по 2010 роки. Дробовики виробляли на заводі Smith & Wesson в Туреччині.

## Історія
У листопаді 2006 року Smith & Wesson анонсувала дві нові лінійки дробовиків, серія 1000 Series та переламні дробовики Elite Series, які були представлені в 2007 році на SHOT Show. Обидві серії виробляли в Туреччині.
Серія 1000 складалася з чотирьох моделей:
- 1012 — 12 калібр під набої 7 та 7,6 см; довжина стволу від 61 до 76 см зі збільшенням у 5 см
- 1012 Super — такий самий як і 1012, але використовуються набої магнум 8,9 см
- 1020 — 20 калібр з таким самим заряджанням та довжиною, що і у  1012
- 1020SS — "short stock" (короткий приклад) 1020; ствол довжиною 61 см, а загальна довжина 110 см

Серія 1000 була знята з виробництва у вересні 2010 року.